# Porkeri
Porkeri (dánul: Porkere) település Feröer Suðuroy nevű szigetén. Közigazgatásilag Porkeri község székhelye és egyetlen települése.

## Földrajz

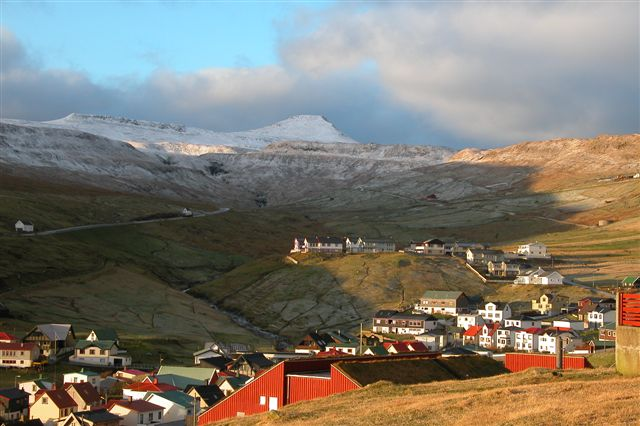
Hegyek Porkeri mögött

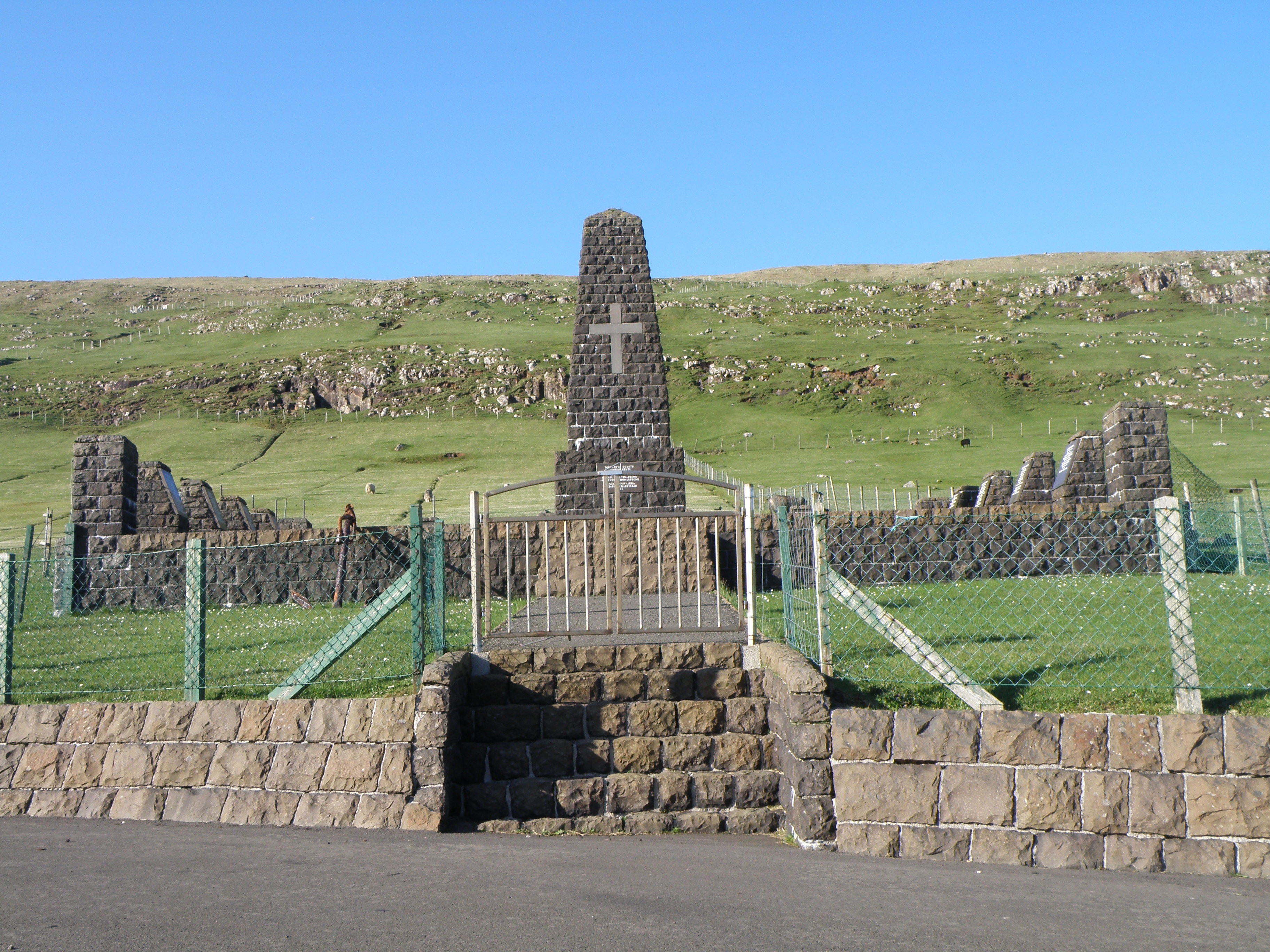
A tengerbe veszettek emlékműve

Porkeri a sziget keleti partján, Vágurtól keletre fekszik, a Vágs-fjord bejáratának északi oldalán.

## Történelem
A helyet már legalább a 14. század óta lakják; első írásos említése az 1350-1400 között keletkezett Kutyalevélben található. Fatemploma 1847-ben épült, és többek között veszélyes viharokat túlélt halászok adományai díszítik.
A falu régi iskolája – amelyet ma a Porkeris Bygdasavn, egy múzeum használ – 1888-ban épült. Az új épületet 1984-ben adták át, és modern feröeri stílusban épült, fűtetővel.
A hagyomány szerint Porkeri és a szomszédos Hov lakói között vita támadt a földek határát illetően, amit végül egy gyaloglóversennyel döntöttek el a két falu egy-egy lakója között.

## Népesség
| Év              | Lakosság |
| --------------- | -------- |
| 1986. január 1. | 356      |
| 1991. január 1. | 408      |
| 1996. január 1. | 387      |
| 2001. január 1. | 358      |
| 2006. január 1. | 344      |

## Közlekedés
A településről közúton délnyugat felé Vágur és Sumba, észak felé Hov és Tvøroyri irányába van összeköttetés. Ezen az útvonalon közlekedik a 700-as busz is.